# Kanton Vizille
Kanton Vizille (fr. Canton de Vizille) je francouzský kanton v departementu Isère v regionu Rhône-Alpes. Skládá se ze 17 obcí.

## Obce kantonu
- Brié-et-Angonnes
- Champagnier
- Chamrousse (část obce)
- Champ-sur-Drac
- Jarrie
- Laffrey
- Montchaboud
- Notre-Dame-de-Commiers
- Notre-Dame-de-Mésage
- Saint-Barthélemy-de-Séchilienne
- Saint-Georges-de-Commiers
- Saint-Jean-de-Vaulx
- Saint-Pierre-de-Mésage
- Séchilienne
- Vaulnaveys-le-Bas
- Vaulnaveys-le-Haut
- Vizille